# Paperino e l'isola del cavolo
Paperino e l'isola del cavolo (in inglese The Mysterious Stone Ray o The Mysterious Unfinished Invention) è una storia a fumetti della Walt Disney realizzata dal cartoonist Carl Barks, pubblicata sul numero 8 della rivista statunitense Uncle Scrooge del dicembre 1954. La storia è stata pubblicata per la prima volta in Italia sull'Albo d'Oro del 22 maggio 1955.
La storia è stata pubblicata anche coi titoli Zio Paperone - Il raggio che pietrifica e Zio Paperone e l'isola del cavolo.

## La storia
A causa di un problema di salute (causato dalle nuotate quotidiane nel denaro), un medico impone a Paperone di stare lontano dal suo oro (che ha riempito i pori della sua pelle) e di prendersi una vacanza. Si reca in una spiaggia, dove incontra Qui, Quo, Qua, i quali stanno esaminando una bottiglia portata a riva dal mare, contenente un messaggio di aiuto di un naufrago, giunto su un'isola deserta.
Dopo aver individuato l'isola, Paperone, Paperino e i nipotini vi si recano, trovando l'intera fauna locale pietrificata, e, tra questa, addirittura i Bassotti. Anche Paperino e Qui, Quo, Qua vengono pietrificati. Solo Paperone non viene trasformato in pietra. Alla fine si scopre che l'isola è abitata da uno scienziato che cerca il modo per eliminare qualsiasi odore dai cavoli e che ha inventato un raggio in grado di pietrificare tutto. La mancata trasformazione di Paperone in pietra è dovuta alla presenza di oro nella sua pelle che rende inefficace il raggio pietrificante.

## Influenze
Questa singolare storia di Barks vanta anche un sequel realizzato dal cartoonist Don Rosa nel 1987, dal titolo Zio Paperone e un fiume di soldi.